# Ja Rule/Diskografie
Diese Diskografie ist eine Übersicht über die musikalischen Werke des US-amerikanischen Rappers Ja Rule. Den Quellenangaben und Schallplattenauszeichnungen zufolge hat er bisher mehr als 21 Millionen Tonträger verkauft. Seine erfolgreichste Veröffentlichung ist das dritte Studioalbum Pain Is Love mit über sechs Millionen verkauften Einheiten.

## Alben

### Studioalben
| Jahr | Titel Musiklabel                          | Höchstplatzierung, Gesamtwochen, AuszeichnungChartplatzierungen (Jahr, Titel, Musiklabel, Platzierungen, Wochen, Auszeichnungen, Anmerkungen) | Höchstplatzierung, Gesamtwochen, AuszeichnungChartplatzierungen (Jahr, Titel, Musiklabel, Platzierungen, Wochen, Auszeichnungen, Anmerkungen) | Höchstplatzierung, Gesamtwochen, AuszeichnungChartplatzierungen (Jahr, Titel, Musiklabel, Platzierungen, Wochen, Auszeichnungen, Anmerkungen) | Höchstplatzierung, Gesamtwochen, AuszeichnungChartplatzierungen (Jahr, Titel, Musiklabel, Platzierungen, Wochen, Auszeichnungen, Anmerkungen) | Höchstplatzierung, Gesamtwochen, AuszeichnungChartplatzierungen (Jahr, Titel, Musiklabel, Platzierungen, Wochen, Auszeichnungen, Anmerkungen) | Höchstplatzierung, Gesamtwochen, AuszeichnungChartplatzierungen (Jahr, Titel, Musiklabel, Platzierungen, Wochen, Auszeichnungen, Anmerkungen) | Anmerkungen                                                   |
| Jahr | Titel Musiklabel                          | DE | AT | CH | UK | US | R&B | Anmerkungen                                                   |
| ---- | ----------------------------------------- | --- | --- | --- | --- | --- | --- | ------------------------------------------------------------- |
| 1999 | Venni Vetti Vecci Def Jam Records (UMG)   | — | — | — | — | US3 Platin · (31 Wo.)US | R&B1 (41 Wo.)R&B | Erstveröffentlichung: 1. Juni 1999 Verkäufe: + 2.000.000      |
| 2000 | Rule 3:36 Def Jam Records (UMG)           | DE72 (1 Wo.)DE | — | — | UK83 Gold · (3 Wo.)UK | US1 ×3Dreifachplatin · (54 Wo.)US | R&B1 (56 Wo.)R&B | Erstveröffentlichung: 10. Oktober 2000 Verkäufe: + 4.000.000  |
| 2001 | Pain Is Love Def Jam Records (UMG)        | DE38 (18 Wo.)DE | — | CH28 (30 Wo.)CH | UK3 Platin · (55 Wo.)UK | US1 ×3Dreifachplatin · (53 Wo.)US | R&B1 (53 Wo.)R&B | Erstveröffentlichung: 2. Oktober 2001 Verkäufe: + 6.000.000   |
| 2002 | The Last Temptation Def Jam Records (UMG) | DE50 (8 Wo.)DE | — | CH27 (8 Wo.)CH | UK14 Gold · (22 Wo.)UK | US4 Platin · (26 Wo.)US | R&B2 (29 Wo.)R&B | Erstveröffentlichung: 19. November 2002 Verkäufe: + 1.242.500 |
| 2003 | Blood in My Eye Def Jam Records (UMG)     | DE98 (1 Wo.)DE | — | CH92 (1 Wo.)CH | UK51 (3 Wo.)UK | US6 (10 Wo.)US | R&B1 (16 Wo.)R&B | Erstveröffentlichung: 4. November 2003 Verkäufe: + 400.000    |
| 2004 | R.U.L.E. The Inc. Records (UMG)           | DE44 (2 Wo.)DE | — | CH50 (2 Wo.)CH | UK33 Silber · (3 Wo.)UK | US7 Gold · (17 Wo.)US | R&B3 (26 Wo.)R&B | Erstveröffentlichung: 20. Oktober 2004 Verkäufe: + 660.000    |
| 2012 | PIL2 Mpire Music Group (Fontana)          | — | — | — | — | US197 (1 Wo.)US | R&B34 (3 Wo.)R&B | Erstveröffentlichung: 28. Januar 2012                         |

### Kompilationen
| Jahr | Titel Musiklabel              | Höchstplatzierung, Gesamtwochen, AuszeichnungChartplatzierungen (Jahr, Titel, Musiklabel, Platzierungen, Wochen, Auszeichnungen, Anmerkungen) | Höchstplatzierung, Gesamtwochen, AuszeichnungChartplatzierungen (Jahr, Titel, Musiklabel, Platzierungen, Wochen, Auszeichnungen, Anmerkungen) | Höchstplatzierung, Gesamtwochen, AuszeichnungChartplatzierungen (Jahr, Titel, Musiklabel, Platzierungen, Wochen, Auszeichnungen, Anmerkungen) | Höchstplatzierung, Gesamtwochen, AuszeichnungChartplatzierungen (Jahr, Titel, Musiklabel, Platzierungen, Wochen, Auszeichnungen, Anmerkungen) | Höchstplatzierung, Gesamtwochen, AuszeichnungChartplatzierungen (Jahr, Titel, Musiklabel, Platzierungen, Wochen, Auszeichnungen, Anmerkungen) | Höchstplatzierung, Gesamtwochen, AuszeichnungChartplatzierungen (Jahr, Titel, Musiklabel, Platzierungen, Wochen, Auszeichnungen, Anmerkungen) | Anmerkungen                                               |
| Jahr | Titel Musiklabel              | DE | AT | CH | UK | US | R&B | Anmerkungen                                               |
| ---- | ----------------------------- | --- | --- | --- | --- | --- | --- | --------------------------------------------------------- |
| 2005 | Exodus The Inc. Records (UMG) | — | — | — | UK50 Silber · (2 Wo.)UK | US107 (1 Wo.)US | R&B23 (7 Wo.)R&B | Erstveröffentlichung: 6. Dezember 2005 Verkäufe: + 60.000 |
| 2012 | Icon Motown Records (UMG)     | — | — | — | — | — | R&B34 (1 Wo.)R&B | Erstveröffentlichung: 10. Januar 2012                     |

## Singles

### Als Leadmusiker
| Jahr | Titel Album                                      | Höchstplatzierung, Gesamtwochen, AuszeichnungChartplatzierungen (Jahr, Titel, Album, Platzierungen, Wochen, Auszeichnungen, Anmerkungen) | Höchstplatzierung, Gesamtwochen, AuszeichnungChartplatzierungen (Jahr, Titel, Album, Platzierungen, Wochen, Auszeichnungen, Anmerkungen) | Höchstplatzierung, Gesamtwochen, AuszeichnungChartplatzierungen (Jahr, Titel, Album, Platzierungen, Wochen, Auszeichnungen, Anmerkungen) | Höchstplatzierung, Gesamtwochen, AuszeichnungChartplatzierungen (Jahr, Titel, Album, Platzierungen, Wochen, Auszeichnungen, Anmerkungen) | Höchstplatzierung, Gesamtwochen, AuszeichnungChartplatzierungen (Jahr, Titel, Album, Platzierungen, Wochen, Auszeichnungen, Anmerkungen) | Höchstplatzierung, Gesamtwochen, AuszeichnungChartplatzierungen (Jahr, Titel, Album, Platzierungen, Wochen, Auszeichnungen, Anmerkungen) | Anmerkungen                                                                            | [↑]: gemeinsam behandelt mit vorhergehendem Eintrag; [←]: in beiden Charts platziert |
| Jahr | Titel Album                                      | DE | AT | CH | UK | US | R&B | Anmerkungen                                                                            |                                                                                      |
| --- | ------------------------------------------------ | --- | --- | --- | --- | --- | --- | -------------------------------------------------------------------------------------- | ------------------------------------------------------------------------------------ |
| 1999 | Holla Holla Venni Vetti Vecci                    | — | — | — | — | US35 (20 Wo.)US | R&B11 (29 Wo.)R&B | Erstveröffentlichung: 2. März 1999                                                     |                                                                                      |
| 2000 | Between Me & You Rule 3:36                       | — | — | — | UK26 (3 Wo.)UK | US11 (20 Wo.)US | R&B5 (28 Wo.)R&B | Erstveröffentlichung: 16. Juni 2000 feat. Christina Milian                             |                                                                                      |
| 2000 | 6 Feet Underground Rule 3:36                     | — | — | — | — | — | — | Erstveröffentlichung: 14. November 2000                                                |                                                                                      |
| 2000 | Put It on Me Rule 3:36                           | — | — | — | UK— SilberUK | US8 (27 Wo.)US | R&B2 (30 Wo.)R&B | Erstveröffentlichung: 26. Dezember 2000 feat. Lil’ Mo & Vita                           |                                                                                      |
| 2001 | I Cry Rule 3:36                                  | — | — | — | — | US40 (14 Wo.)US | R&B11 (20 Wo.)R&B | Erstveröffentlichung: 16. März 2001 feat. Lil’ Mo                                      |                                                                                      |
| 2001 | Livin’ It Up Pain Is Love                        | — | — | — | UK5 Platin · (14 Wo.)UK | US6 (25 Wo.)US | R&B4 (25 Wo.)R&B | Erstveröffentlichung: 28. August 2001 Verkäufe: + 670.000; feat. Case                  |                                                                                      |
| 2002 | Always on Time Pain Is Love                      | DE22 (12 Wo.)DE | — | CH4 (25 Wo.)CH | UK6 ×2Doppelplatin · (14 Wo.)UK | US1 (27 Wo.)US | R&B1 (29 Wo.)R&B | Erstveröffentlichung: 21. Januar 2002 Verkäufe: + 1.355.000; feat. Ashanti             |                                                                                      |
| 2002 | Down Ass Bitch Pain Is Love                      | — | — | CH75 (1 Wo.)CH | UK91 (1 Wo.)UK | US21 (19 Wo.)US | R&B8 (24 Wo.)R&B | Erstveröffentlichung: 12. Februar 2002 feat. Charli Baltimore                          |                                                                                      |
| 2002 | Thug Lovin’ The Last Temptation                  | DE36 (9 Wo.)DE | — | CH89 (1 Wo.)CH | UK15 (10 Wo.)UK | US42 (10 Wo.)US | R&B16 (20 Wo.)R&B | Erstveröffentlichung: 12. November 2002 feat. Bobby Brown                              |                                                                                      |
| 2002 | Mesmerize The Last Temptation                    | DE71 (4 Wo.)DE | — | CH79 (4 Wo.)CH | UK12 Gold · (8 Wo.)UK | US2 (20 Wo.)US | R&B5 (20 Wo.)R&B | Erstveröffentlichung: 16. Dezember 2002 Verkäufe: + 560.000; feat. Ashanti             |                                                                                      |
| 2003 | Reign The Last Temptation / Blood in My Eye (UK) | DE4 Gold · (16 Wo.)DE | AT10 (15 Wo.)AT | CH8 (13 Wo.)CH | UK9 (9 Wo.)UK | — | — | Erstveröffentlichung: 29. März 2003 Verkäufe: + 220.000; feat. Celeste                 |                                                                                      |
| 2003 | Clap Back Blood in My Eye                        | DE39 (9 Wo.)DE | AT54 (4 Wo.)AT[CH: ↑] | — | UK9 (9 Wo.)UK | US44 (10 Wo.)US | R&B17 (20 Wo.)R&B | Erstveröffentlichung: 14. Oktober 2003                                                 |                                                                                      |
| 2004 | Wonderful R.U.L.E.                               | DE20 (13 Wo.)DE | AT47 (8 Wo.)AT | CH12 (17 Wo.)CH | UK1 Silber · (10 Wo.)UK | US5 Gold · (20 Wo.)US | R&B3 (23 Wo.)R&B | Erstveröffentlichung: 28. September 2004 Verkäufe: + 855.000; feat. R. Kelly & Ashanti |                                                                                      |
| 2004 | New York R.U.L.E.                                | — | — | — | — | US27 (14 Wo.)US | R&B14 (20 Wo.)R&B | Erstveröffentlichung: Dezember 2004 feat. Fat Joe & Jadakiss                           |                                                                                      |
| 2005 | Caught Up R.U.L.E.                               | — | — | — | UK20 (8 Wo.)UK | — | R&B65 (17 Wo.)R&B | Erstveröffentlichung: 24. Mai 2005 feat. Lloyd                                         |                                                                                      |
| 2007 | Uh-Ohhh! The Mirror                              | — | — | — | — | — | R&B65 (17 Wo.)R&B | Erstveröffentlichung: 1. August 2007 feat. Lil Wayne                                   |                                                                                      |
| 2007 | Body –                                           | — | — | — | — | — | R&B71 (12 Wo.)R&B | Erstveröffentlichung: 20. September 2007 feat. Ashley Joi                              |                                                                                      |
| Folgende Lieder erschienen nicht als Single, wurden aber durch das Album zum Download und Streaming bereitgestellt und konnten somit eine Platzierung erlangen: |                                                  | | | | | | |                                                                                        |                                                                                      |
| |                                                  | | | | | | |                                                                                        |                                                                                      |
| 1999 | How Many Wanna Light It Up                       | — | — | — | — | — | R&B72 (18 Wo.)R&B | Erstveröffentlichung: 9. November 1999                                                 |                                                                                      |
| 2001 | Never Again Pain Is Love                         | — | — | — | — | — | R&B68 (14 Wo.)R&B | Erstveröffentlichung: 2. Oktober 2001                                                  |                                                                                      |
| 2003 | The Crown Blood in My Eye                        | — | — | — | — | — | R&B67 (5 Wo.)R&B | Erstveröffentlichung: 4. November 2003 feat. Sizzla                                    |                                                                                      |

### Als Gastmusiker
| Jahr | Titel Album                                              | Höchstplatzierung, Gesamtwochen, AuszeichnungChartplatzierungen (Jahr, Titel, Album, Platzierungen, Wochen, Auszeichnungen, Anmerkungen) | Höchstplatzierung, Gesamtwochen, AuszeichnungChartplatzierungen (Jahr, Titel, Album, Platzierungen, Wochen, Auszeichnungen, Anmerkungen) | Höchstplatzierung, Gesamtwochen, AuszeichnungChartplatzierungen (Jahr, Titel, Album, Platzierungen, Wochen, Auszeichnungen, Anmerkungen) | Höchstplatzierung, Gesamtwochen, AuszeichnungChartplatzierungen (Jahr, Titel, Album, Platzierungen, Wochen, Auszeichnungen, Anmerkungen) | Höchstplatzierung, Gesamtwochen, AuszeichnungChartplatzierungen (Jahr, Titel, Album, Platzierungen, Wochen, Auszeichnungen, Anmerkungen) | Höchstplatzierung, Gesamtwochen, AuszeichnungChartplatzierungen (Jahr, Titel, Album, Platzierungen, Wochen, Auszeichnungen, Anmerkungen) | Anmerkungen |
| Jahr | Titel Album                                              | DE | AT | CH | UK | US | R&B | Anmerkungen |
| ---- | -------------------------------------------------------- | --- | --- | --- | --- | --- | --- | --- |
| 1998 | Can I Get a… Vol. 2… Hard Knock Life                     | DE12 (15 Wo.)DE | — | CH26 (7 Wo.)CH | UK24 (4 Wo.)UK | US19 (37 Wo.)US | R&B6 (31 Wo.)R&B | Erstveröffentlichung: 22. September 1998 Jay-Z feat. Amil & Ja Rule                                                       |
| 1999 | Girlfriend / Boyfriend Finally                           | DE98 (1 Wo.)DE | — | — | UK11 (9 Wo.)UK | US47 (11 Wo.)US | — | Erstveröffentlichung: 5. April 1999 BLACKstreet feat. Janet Jackson, Eve & Ja Rule                                        |
| 1999 | Damn (Should’ve Treated U Right) Blue Streak: The Album  | — | — | — | — | — | R&B41 (19 Wo.)R&B | Erstveröffentlichung: 31. August 1999 So Plush feat. Ja Rule                                                              |
| 2000 | Goodlife The Mix Tape, Vol. IV                           | — | — | — | — | — | R&B42 (21 Wo.)R&B | Erstveröffentlichung: 5. Dezember 2000 So Plush feat. Ja Rule, Faith Evans, Vita & Caddillac Tah                          |
| 2001 | I’m Real (Murder Remix) J.Lo                             | DE11 (17 Wo.)DE | AT25 (15 Wo.)AT | CH6 (25 Wo.)CH | UK4 Gold · (15 Wo.)UK | US1 (31 Wo.)US | R&B2 (27 Wo.)R&B | Erstveröffentlichung: 3. Juli 2001 Verkäufe: + 790.000; Jennifer Lopez feat. Ja Rule                                      |
| 2002 | Rainy Dayz No More Drama                                 | DE58 (6 Wo.)DE | — | CH65 (8 Wo.)CH | UK17 (7 Wo.)UK | US12 (20 Wo.)US | R&B8 (27 Wo.)R&B | Erstveröffentlichung: 11. Januar 2002 Mary J. Blige feat. Ja Rule                                                         |
| 2002 | Ain’t It Funny (Murder Remix) J to tha L-O!: The Remixes | DE18 (11 Wo.)DE | — | CH7 (23 Wo.)CH | UK4 (13 Wo.)UK | US1 (27 Wo.)US | R&B4 (27 Wo.)R&B | Erstveröffentlichung: 4. März 2002 Verkäufe: + 35.000; Jennifer Lopez feat. Ja Rule & Caddillac Tah                       |
| 2002 | Live My Life God’s Favorite                              | — | — | — | — | — | R&B95 (1 Wo.)R&B | Erstveröffentlichung: 25. Juni 2002 N.O.R.E. feat. Ja Rule                                                                |
| 2002 | Down 4 You Irv Gotti presents: The Inc.                  | DE54 (5 Wo.)DE | — | — | UK4 (15 Wo.)UK | US6 (20 Wo.)US | R&B3 (23 Wo.)R&B | Erstveröffentlichung: 7. Oktober 2002 Irv Gotti feat. Ashanti, Ja Rule, Charli Baltimore, & Vita                          |
| 2015 | Old Thing Back Hakuna Matoma                             | — | — | — | UK— GoldUK | US— PlatinUS | — | Erstveröffentlichung: 17. Februar 2015 Verkäufe: + 1.665.000; Matoma feat. The Notorious B.I.G., Ja Rule & Ralph Tresvant |

## Videoalben
| Jahr | Titel | Anmerkungen                |
| ---- | ----- | -------------------------- |
| 2006 | 2005  | Erstveröffentlichung: 2006 |

## Autorenbeteiligungen
| Jahr | Titel Interpretation                                  | Höchstplatzierung, Gesamtwochen, AuszeichnungChartplatzierungen (Jahr, Titel, Interpretation, Platzierungen, Wochen, Auszeichnungen, Anmerkungen) | Höchstplatzierung, Gesamtwochen, AuszeichnungChartplatzierungen (Jahr, Titel, Interpretation, Platzierungen, Wochen, Auszeichnungen, Anmerkungen) | Höchstplatzierung, Gesamtwochen, AuszeichnungChartplatzierungen (Jahr, Titel, Interpretation, Platzierungen, Wochen, Auszeichnungen, Anmerkungen) | Höchstplatzierung, Gesamtwochen, AuszeichnungChartplatzierungen (Jahr, Titel, Interpretation, Platzierungen, Wochen, Auszeichnungen, Anmerkungen) | Höchstplatzierung, Gesamtwochen, AuszeichnungChartplatzierungen (Jahr, Titel, Interpretation, Platzierungen, Wochen, Auszeichnungen, Anmerkungen) | Anmerkungen                                            |
| Jahr | Titel Interpretation                                  | DE | AT | CH | UK | US | Anmerkungen                                            |
| ---- | ----------------------------------------------------- | --- | --- | --- | --- | --- | ------------------------------------------------------ |
| 1989 | And I Do Inner City                                   | — | — | — | — | — | Erstveröffentlichung: 29. Mai 1989                     |
| 2002 | What’s Luv? Fat Joe feat. Ashanti                     | DE10 (12 Wo.)DE | AT33 (14 Wo.)AT | CH2 (20 Wo.)CH | UK4 (10 Wo.)UK | US2 (28 Wo.)US | Erstveröffentlichung: 22. Januar 2002                  |
| 2004 | Strawberry Bounce Janet Jackson                       | — | — | — | — | — | Erstveröffentlichung: 22. März 2004                    |
| 2005 | Lose Control Missy Elliott feat. Ciara & Fatman Scoop | DE25 (16 Wo.)DE | AT70 (1 Wo.)AT | CH21 (17 Wo.)CH | UK7 (33 Wo.)UK | US3 Gold · (28 Wo.)US | Erstveröffentlichung: 27. Mai 2005 Verkäufe: + 500.000 |
| 2008 | Cry LL Cool J                                         | — | — | — | — | — | Erstveröffentlichung: 17. Juni 2008                    |

Darüber hinaus schreibt er auch alle seine Lieder und die, in denen er als Gastmusiker tätig ist selbst.

## Sonderveröffentlichungen
| Jahr | Titel                      | Anmerkungen                                               |
| ---- | -------------------------- | --------------------------------------------------------- |
| 2003 | The 7 Series: Pain Is Love | Erstveröffentlichung: 2003 Teil der CD-Reihe The 7 Series |

| Jahr | Titel                            | Interpretation                                                                                     | Album                             |
| ---- | -------------------------------- | -------------------------------------------------------------------------------------------------- | --------------------------------- |
| 1994 | Get Tha Fortune                  | Cash Money Click                                                                                   |                                   |
| 1995 | Time to Build                    | Mic Geronimo, Jay-Z und DMX                                                                        | The Natural                       |
| 1998 | The Grand Finale                 | DMX feat. Method Man & Nas                                                                         | Belly (OST)                       |
| 1998 | Gangsta Shit                     | DJ Clue & Jay-Z                                                                                    | The Professional                  |
| 1999 | Bad Boy                          | Shae Jones                                                                                         | Talk Show                         |
| 1999 | 4 Seasons                        | Method Man, Redman & LL Cool J                                                                     | Blackout!                         |
| 1999 | How Many Wanna                   | Various Artist                                                                                     | Light It Up                       |
| 1999 | Represent                        | Various Artist                                                                                     | Black Gangster                    |
| 1999 | Damn (Should’ve Treated U Right) | So Plush                                                                                           | Der Diamanten-Cop (OST)           |
| 2000 | Get Da Money                     | Def Squad & Erick Onasis                                                                           | Def Squad presents Erick Onasis   |
| 2000 | Back Where I Belong              | LL Cool J                                                                                          | G.O.A.T.                          |
| 2000 | Get Da Money                     | Erick Sermon                                                                                       | Def Squad presents Erick Onasis   |
| 2000 | Life Ain’t a Game                | Damizza                                                                                            | Where I Wanna Be                  |
| 2001 | Ride for This                    | Fabolous                                                                                           | Ghetto Fabolous                   |
| 2001 | Live My Life                     | N.O.R.E.                                                                                           | God’s Favorite                    |
| 2001 | What’s Going on                  | Artists Against AIDS Worldwide                                                                     | What’s Going on: All-Star Tribute |
| 2002 | We Did It Again                  | Metallica & Swizz Beatz                                                                            | Presents G.H.E.T.T.O. Stories     |
| 2002 | Leaving (Always on Time Part II) | Ashanti                                                                                            | Ashanti                           |
| 2004 | ATL Tales / Ride wit Me          | Lloyd                                                                                              | Southside                         |
| 2004 | Turn It Up                       | Ashanti                                                                                            | Concrete Rose                     |
| 2005 | Rakata (Remix)                   | Wisin & Yandel                                                                                     | Pa’l Mundo                        |
| 2006 | One Blood (East Coast Remix)     | The Game, Jim Jones, Fabolous, Clipse, Juelz Santana, Nas, Jadakiss, Styles P., Fat Joe & N.O.R.E. |                                   |
| 2006 | Cuchi                            | N.O.R.E. & Big Mato                                                                                | N.O.R.E. Y La Familia…Ya Tu’ Sabe |
| 2007 | Gameface                         | Benzino & Lil Dev                                                                                  | Antidote                          |
| 2007 | New York is Back                 | DJ Khaled, Jadakiss & Fat Joe                                                                      | We the Best                       |
| 2008 | Where I From                     | Trae & Lloyd                                                                                       | Against Everything                |
| 2008 | Still Murder                     | Newz & Young Life                                                                                  | Still Murder                      |
| 2009 | Who Wants to Fuck Tonight?       | Crooked I, Ray J & Eastwood                                                                        |                                   |
| 2009 | Fly                              | Wanessa                                                                                            | Meu Momento                       |
| 2009 | Mafia Music (Remix)              | Rick Ross, The Game & Fat Joe                                                                      | Deeper Than Rap                   |
| 2009 | Meu Momento                      | Wanessa                                                                                            | Meu Momento                       |
| 2009 | Obsessed (Remix)                 | Mariah Carey, Harry O & Gucci Mane                                                                 | Memoirs of an Imperfect Angel     |
| 2010 | Jump Off                         | The Game                                                                                           | The R.E.D. Album                  |
| 2010 | Stay Flawless                    | N.O.R.E., DMX und Yummy Bingham                                                                    |                                   |

## Statistik

### Chartauswertung
|                     | DE    | AT    | CH    | UK    | US    | R&B     |
| ------------------- | ----- | ----- | ----- | ----- | ----- | ------- |
| Nummer-eins-Alben   | DE—DE | AT—AT | CH—CH | UK—UK | US—US | R&B4R&B |
| Top-10-Alben        | DE—DE | AT—AT | CH—CH | UK1UK | US6US | R&B6R&B |
| Alben in den Charts | DE5DE | AT—AT | CH4CH | UK6UK | US8US | R&B9R&B |

|                       | DE     | AT    | CH    | UK     | US     | R&B      |
| --------------------- | ------ | ----- | ----- | ------ | ------ | -------- |
| Nummer-eins-Singles   | DE—DE  | AT—AT | CH—CH | UK1UK  | US3US  | R&B1R&B  |
| Top-10-Singles        | DE1DE  | AT1AT | CH3CH | UK6UK  | US8US  | R&B12R&B |
| Singles in den Charts | DE11DE | AT4AT | CH9CH | UK13UK | US18US | R&B26R&B |

### Auszeichnungen für Musikverkäufe
| Silberne Schallplatte - Frankreich - 2001: für die Single I’m Real (Murder Remix) Goldene Schallplatte - Australien - 2002: für die Single Always on Time - 2002: für die Single Ain’t It Funny (Murder Remix) - 2003: für das Album The Last Temptation - 2003: für die Single Thug Lovin’ - 2005: für die Single Wonderful - Brasilien - 2024: für die Single Mesmerize - 2024: für die Single Always on Time - Italien - 2017: für die Single Old Thing Back - Kanada - 2015: für die Single Old Thing Back - Neuseeland - 2003: für das Album The Last Temptation - Niederlande - 2002: für das Album Pain Is Love | Platin-Schallplatte - Australien - 2002: für das Album Pain Is Love - 2002: für die Single Livin’ It Up - 2003: für die Single Mesmerize - 2003: für die Single The Reign - Dänemark - 2015: für die Single Old Thing Back - Kanada - 2001: für das Album Rule 3:36 - 2003: für das Album The Last Temptation - Neuseeland - 2002: für das Album Pain Is Love - 2022: für die Single I’m Real (Murder Remix) - Norwegen - 2015: für die Single Old Thing Back - Schweden - 2015: für die Single Old Thing Back 2× Platin-Schallplatte - Brasilien - 2024: für die Single Wonderful - Neuseeland - 2023: für die Single Mesmerize 3× Platin-Schallplatte - Kanada - 2002: für das Album Pain Is Love - Neuseeland - 2023: für die Single Old Thing Back - 2024: für die Single Always on Time |

Anmerkung: Auszeichnungen in Ländern aus den Charttabellen bzw. Chartboxen sind in ebendiesen zu finden.
| Land/RegionAuszeichnungen für Musikverkäufe (Land/Region, Auszeichnungen, Verkäufe, Quellen) | Silber     | Gold       | Platin       | Verkäufe   | Quellen                       |
| -------------------------------------------------------------------------------------------- | ---------- | ---------- | ------------ | ---------- | ----------------------------- |
| Australien (ARIA)                                                                            | —          | 5× Gold5   | 4× Platin4   | 455.000    | aria.com.au                   |
| Brasilien (PMB)                                                                              | —          | 2× Gold2   | 2× Platin2   | 180.000    | pro-musicabr.org.br           |
| Dänemark (IFPI)                                                                              | —          | —          | Platin1      | 60.000     | ifpi.dk                       |
| Deutschland (BVMI)                                                                           | —          | Gold1      | —            | 150.000    | musikindustrie.de             |
| Frankreich (SNEP)                                                                            | Silber1    | —          | —            | 125.000    | infodisc.fr                   |
| Italien (FIMI)                                                                               | —          | Gold1      | —            | 25.000     | fimi.it                       |
| Kanada (MC)                                                                                  | —          | Gold1      | 5× Platin5   | 540.000    | musiccanada.com               |
| Neuseeland (RMNZ)                                                                            | —          | Gold1      | 10× Platin10 | 292.500    | aotearoamusiccharts.co.nz NZ2 |
| Niederlande (NVPI)                                                                           | —          | Gold1      | —            | 40.000     | nvpi.nl                       |
| Norwegen (IFPI)                                                                              | —          | —          | Platin1      | 10.000     | ifpi.no                       |
| Schweden (IFPI)                                                                              | —          | —          | Platin1      | 20.000     | sverigetopplistan.se          |
| Vereinigte Staaten (RIAA)                                                                    | —          | 3× Gold3   | 9× Platin9   | 10.500.000 | riaa.com                      |
| Vereinigtes Königreich (BPI)                                                                 | 4× Silber4 | 5× Gold5   | 4× Platin4   | 4.220.000  | bpi.co.uk                     |
| Insgesamt                                                                                    | 5× Silber5 | 19× Gold19 | 37× Platin37 |            |                               |